# Синдром Золлингера — Эллисона
Синдро́м Зо́ллингера-Э́ллисона (аденома поджелудочной железы ульцерогенная, гастринома) — опухоль островкового аппарата поджелудочной железы, характеризующаяся повышенной секрецией гастрина, который активирует секрецию желудком больших количеств соляной кислоты. Этим обусловлено возникновение пептических язв двенадцатиперстной кишки и желудка, не поддающихся лечению и сопровождающаяся упорными поносами.

## Этиология и патогенез
Синдром возникает в результате опухоли, располагающейся в области головки или хвоста поджелудочной железы (85 % случаев). В 15 % случаев опухоль локализуется в желудке или является проявлением множественного эндокринного аденоматоза (множественной эндокринной неоплазии). Развитие пептических язв, устойчивых к лечению, связано с повышенной выработкой желудочного сока и, соответственно, соляной кислоты и ферментов.
У подавляющего большинства пациентов локализуется в двенадцатиперстной кишке, реже обнаруживается в желудке и тощей кишке. Часто наблюдаются множественные язвы желудка, двенадцатиперстной и тощей кишки.

## Клиническая картина
Клиническими проявлениями заболевания являются боли в верхней части живота, которые имеют те же закономерности по отношению к приёму пищи, что и при обычной язве двенадцатиперстной кишки и желудка, но в отличие от них очень упорны, отличаются большой интенсивностью и не поддаются противоязвенной терапии.
Характерны упорная изжога и отрыжка кислым. Важным признаком являются поносы, обусловленные попаданием в тонкий кишечник большого количества соляной кислоты и усилением вследствие этого моторики тонкой кишки и замедлением всасывания. Стул обильный, водянистый, с большим количеством жира. Возможно значительное снижение массы тела, что характерно для злокачественной гастринемии.
Язвы желудка и двенадцатиперстной кишки при синдроме Золлингера—Эллисона не поддаются заживлению даже при продолжительной соответствующей терапии. У многих пациентов наблюдаются явления эзофагита, иногда даже с образованием сужения пищевода. Пальпаторно определяется выраженная болезненность в верхней части живота, и области проекции нижней части желудка, может быть положительный симптом Менделя (локальная болезненность в проекции язвы). В случае злокачественного течения болезни возможны опухолевые образования в печени и значительное её увеличение.

## Диагностика
Рентгенологическое и эндоскопическое исследование выявляют язву, которая не отличается от язвы при обычной язвенной болезни двенадцатиперстной кишки.
Относительными лабораторными критериями синдрома Золлингера—Эллисона являются:
- гипергастринемия (содержание гастрина в крови до 1000 пг/мл и более, при обычной язвенной болезни она не превышает верхней границы нормы — 100 пг/мл);
- кислотность основного секрета более 100 ммоль/ч.

Визуализация опухоли производится с помощью УЗИ, компьютерной томографии, селективной абдоминальной ангиографии. Наибольшей информативностью обладает метод селективной абдоминальной ангиографии со взятием крови из панкреатических вен и определением в ней гастрина.

## Лечение
Оперативное: удаление потенциально злокачественной опухоли.
Главными целями консервативного лечения является снижение базальной секреции соляной кислоты до уровня ниже 10 мэкв/ч, а также контроль за ростом опухоли и её метастатической активности. Для снижения секреции соляной кислоты назначают ингибиторы протонной помпы— омепразол (60мг/сут), лансопразол (30—160 мг/сут), пантопразол (80мг/сут) и другие в эквивалентной дозировке.

## См. Также
- Апудома
- Гастрин
- Гастринома
- Островки Лангерганса